# Acide olibanique
L'acide 2-octylcyclopropane-1-carboxylique ou acide olibanique est un dérivé du cyclopropane de formule brute C12H22O2 et  présent sous deux formes cis et trans dans l'encens : acide cis-2-octylcyclopropane-1-carboxylique ou acide (1R,2S)-2-octylcyclopropane-1-carboxylique et acide trans-2-octylcyclopropane-1-carboxylique ou acide (1R,2R)-2-octylcyclopropane-1-carboxylique (ou  acide cis-olibanique et acide trans-olibanique). Ces deux isomères participent à la note de fin du parfum de l'oliban, bien que présents en très faible quantité. L'annonce de la découverte des deux formes isomériques dans l'encens date de 2016,.